# NGC 3510
NGC 3510 este o low-surface-brightness galaxy⁠(d) situată în constelația Leul Mic. A fost descoperită în 11 aprilie 1785 de către William Herschel. Se află la o distanță de 16,83 megaparseci de Pământ.